# Jérémie Kamerzin
Jérémie Kamerzin (* 17. Februar 1988 in Icogne) ist ein ehemaliger Schweizer Eishockeyspieler, der zuletzt bis zum Saisonende 2021/22 bei Fribourg-Gottéron in der National League unter Vertrag stand.

## Karriere
Kamerzin erlernte das Eishockeyspiel bei den Junioren des HC Sierre, ehe er 2004 zu den Elite-Junioren des SC Bern wechselte. Mit den Stadtberner Junioren gewann er 2005 die Elite-A-Meisterschaft. In der Saison 2006/07 gab Kamerzin sein Debüt in der höchsten Spielklasse der Schweiz, der Nationalliga A. Den Grossteil der Saison verbrachte er jedoch bei den Elite-Junioren des SCB sowie beim SC Langenthal in der Nationalliga B, ausserdem kam er auf neun Einsätze für die Schweizer U20-Eishockeynationalmannschaft, die damals beschränkt am Spielbetrieb der NLB teilnahm. 
Zur Saison 2007/08 wechselte Kamerzin zum HC Neuchâtel Young Sprinters. Nach Ausscheiden der Young Sprinters, die eine Playoff-Teilnahme verpassten, verstärkte er noch in derselben Saison den EHC Biel, mit dem er die Playoffs bestritt. Mit den Seeländern gewann er erst die B-Meisterschaft und schaffte in der Liga-Qualifikation den Aufstieg in die NLA gegen den EHC Basel. Die folgende Saison verbrachte er beim EHC Biel, ehe er einen Vertrag beim Lausanne HC unterzeichnete. Bei den Lausannern blieb er die folgenden vier Saisons und gewann 2010 und 2013 die B-Meisterschaft. 2013 gelang gar der Aufstieg in die NLA. Ein NLA-Spiel für Lausanne bestritt der Verteidiger allerdings nicht. Zur Saison 2013/14 wechselte er zum Genève-Servette HC. Im Dezember gewann er mit dem Team den Spengler Cup, doch verliess er den Club noch in derselben Saison, um sich dem HC Fribourg-Gottéron anzuschliessen.
2016 wechselte Kamerzin zum SC Bern, mit dem er in der Saison 2016/17 seinen ersten Schweizer Meistertitel feiern konnte. Zur Spielzeit 2019/20 kehrte der Verteidiger zu Fribourg-Gottéron zurück. Dort wurde sein Vertrag nach der Saison 2021/22 nicht verlängert. Im Dezember 2022 gab er seinen Rücktritt vom Spitzensport bekannt.

### International
Für die Schweizer U18-Nationalmannschaft nahm Kamerzin an der U18-Junioren-B-Weltmeisterschaft 2006 teil, wo ihm mit seiner Mannschaft der Aufstieg in die A-Gruppe gelang. 2014 debütierte er für die Schweizer Nationalmannschaft.

## Erfolge und Auszeichnungen
- 2008 Meister der NLB und Aufstieg in die NLA mit dem EHC Biel
- 2010 Meister der NLB mit dem Lausanne HC
- 2013 Meister der NLB und Aufstieg in die NLA mit dem Lausanne HC
- 2013 Spengler-Cup-Gewinn mit dem Genève-Servette HC
- 2017 Schweizer Meister mit dem SC Bern
- 2019 Schweizer Meister mit dem SC Bern

### International
- 2006 Aufstieg in die Top-Division bei der U18-Junioren-Weltmeisterschaft der Division I